# Ефремов, Борис Владимирович
Борис Владимирович Ефремов — советский узбекистанский хозяйственный деятель, Герой Социалистического Труда.

## Биография
Родился в 1938 году в Ейске. Член КПСС с 1964 года.
В 1960—1976 — токарь-расточник завода «Ташсельмаш» имени К. Е. Ворошилова Министерства тракторного и сельскохозяйственного машиностроения СССР.
В 1976—1978 — второй секретарь Хамзинского райкома КП Узбекистана города Ташкента.
В 1978—1987 — инструктор отдела машиностроения ЦК КП Узбекистана.
В 1987—1991 — первый секретарь Хамзинского райкома КП Узбекистана.
Указом Президиума Верховного Совета СССР от 3 января 1974 года присвоено звание Героя Социалистического Труда с вручением ордена Ленина и золотой медали «Серп и Молот».
Делегат XXIV съезда КПСС.
Жил в Ташкенте.

## Награды и звания
- Герой Социалистического Труда (03.01.1974)
- Орден Ленина (03.01.1974)
- Орден Трудового Красного Знамени (05.04.1971)